# Valle Aurelia (Roms tunnelbana)
Valle Aurelia är en station på Roms tunnelbanas Linea A. Stationen är belägen i området Valle Aurelia i västra Rom. Stationen, som är anpassad för funktionshindrade personer, togs i bruk den 29 maj 1999.
Stationen Valle Aurelia har:
- Biljettautomater
- WC
- Rulltrappor
- Hissar
- Pendelparkering

## Kollektivtrafik
- Järnvägsstation – Ferrovie Laziali, linje 3 – Valle Aurelia
- Busshållplats för ATAC

## Omgivningar
- Parco di Monte Ciocci